# 天主教阿帕爾塔多教區
天主教阿帕爾塔多教區（拉丁語：Dioecesis Apartadoënsis）是哥倫比亞一個羅馬天主教教區，屬聖菲德安蒂奧基亞總教區。
教區成立於1988年6月18日，包括安蒂奧基亞省西北部和喬科省東北部。2012年有教友393,000人（佔轄區總人口70.4%）、四十二個堂區、五十五名司鐸。現任教區主教為類思·阿德·彼德拉伊塔·桑多瓦爾。